# Grevillea patentiloba
Grevillea patentiloba är en tvåhjärtbladig växtart. Grevillea patentiloba ingår i släktet Grevillea och familjen Proteaceae.

## Underarter
Arten delas in i följande underarter:
- G. p. patentiloba
- G. p. platypoda